# كارل ماجي
كارل ماجي (بالإنجليزية: Carl Magee)‏ هو مخترع ومحامي وصحفي وشخصية أعمال ومهندس أمريكي، ولد في 1872 في آيوا في الولايات المتحدة، وتوفي في 1946 في إل باسو في الولايات المتحدة.